# Baeocystin
Baeocystin ist ein Indolalkaloid, das in bestimmten halluzinogenen Pilzen vorkommt, in der Regel als Nebenalkaloid von Psilocybin. Es gehört zur Gruppe der psychedelisch wirkenden Tryptamine und ist chemisch auch mit den in halluzinogenen Pilzen vorkommenden Wirkstoffen Psilocin und Norbaeocystin verwandt.

## Allgemeines
Baeocystin gehört zur Gruppe der Tryptamine und stellt das N-Norpsilocybin (Nor = Desmethyl) dar, es ist also ein N-Monomethyltryptamin. Die Substanz gilt als wenig erforscht. Es kommt in Alkaloidgemischen vor (zum Beispiel mit Psilocybin).

## Geschichte

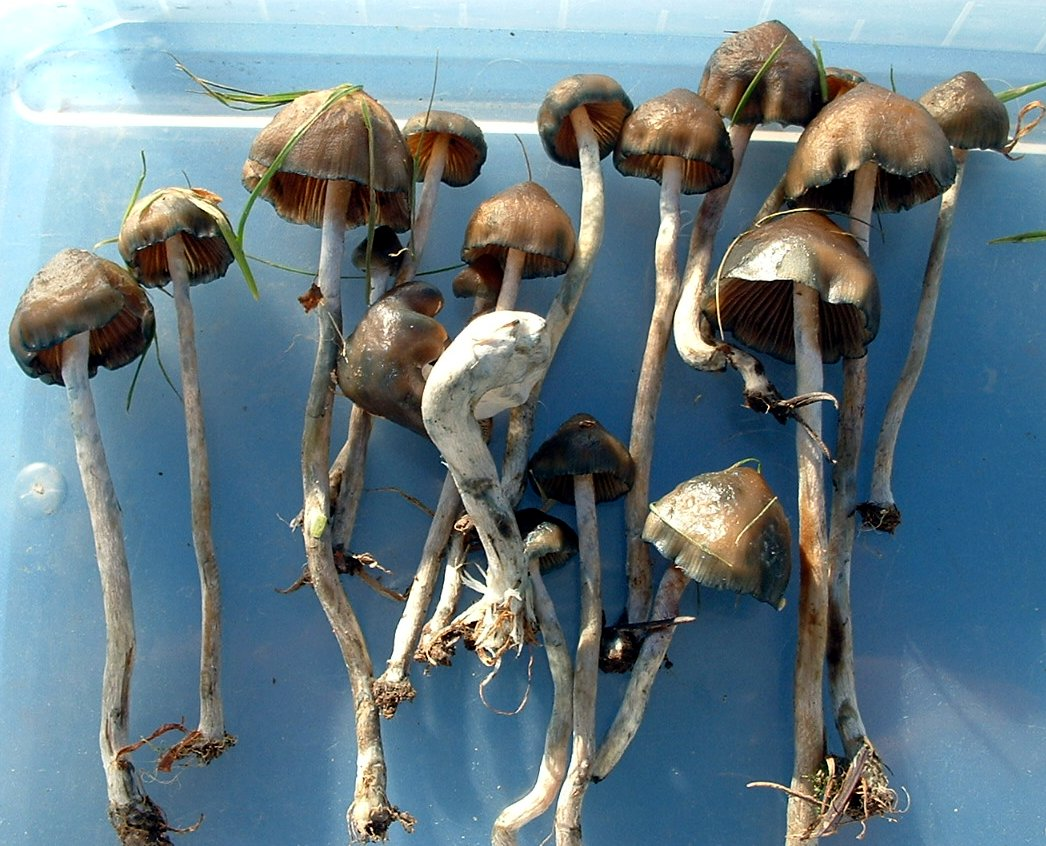
Pilz Psilocybe baeocystis

Baeocystin wurde 1968 erstmals aus Psilocybe baeocystis isoliert. In den Folgejahren konnte die Substanz aus den unten genannten Pilzen isoliert werden (siehe Vorkommen).

## Vorkommen
Baeocystin kommt unter anderem in Arten der Kahlköpfe wie dem Blaufärbenden Kahlkopf und dem Spitzkegeligen Kahlkopf vor. Ferner kommt es in den folgenden Arten vor:
- Conocybe cyanopus
- Conocybe smithii
- Copelandia chlorocystis
- Copelandia cyanescens
- Gymnopilus purpuratus
- Inocybe aeruginascens
- Inocybe coelestium
- Inocybe cordyalina
- Inocybe cerinaceomorpha
- Inocybe haemacta
- Panaeolus antillarum
- Panaeolus subbalteatus
- Pluteus salicinus
- Psathyrella candolleana
- Psilocybe baeocystis
- Psilocybe bohemica
- Psilocybe cubensis
- Psilocybe cyanescens
- Psilocybe germanica[4]
- Psilocybe liniformans
- Psilocybe pelliculosa
- Psilocybe samuiensis
- Psilocybe semilanceata
- Psilocybe silvatica
- Psilocybe stuntzii
- Psilocybe subcubensis

## Wirkung
Baeocystin gilt als Vorläufersubstanz im Rahmen der Biosynthese von Psilocybin. Eine psychotrope Wirksamkeit von Baeocystin konnte bisher nicht nachgewiesen werden.